# Lijst van voetbalinterlands Bahrein - Irak
Deze lijst van voetbalinterlands is een overzicht van alle officiële voetbalwedstrijden tussen de nationale teams van Bahrein en Irak. De landen hebben tot op heden 30 keer tegen elkaar gespeeld. De eerste ontmoeting, een wedstrijd tijdens de Arab Nations Cup 1966, werd gespeeld in Bagdad op 7 april 1966. Het laatste duel, een groepswedstrijd tijdens de Golf Cup of Nations 2024, vond plaats op 25 december 2024 in Koeweit.

## Wedstrijden
| №  | Plaats       | Datum             | Competitie                 | Wedstrijd      | Uitslag |
| -- | ------------ | ----------------- | -------------------------- | -------------- | ------- |
| 1  | Bagdad       | 7 april 1966      | Arab Nations Cup 1966      | Irak – Bahrein | 10 – 1  |
| 2  | Bangkok      | 15 december 1971  | Azië Cup 1972 kwalificatie | Irak – Bahrein | 1 – 0   |
| 3  | Doha         | 29 maart 1976     | Golf Cup of Nations 1976   | Irak – Bahrein | 4 – 1   |
| 4  | Bagdad       | 23 maart 1979     | Golf Cup of Nations 1979   | Irak – Bahrein | 4 – 0   |
| 5  | Riyad        | 28 maart 1981     | WK 1982 kwalificatie       | Irak – Bahrein | 2 – 0   |
| 6  | Masqat       | 20 maart 1984     | Golf Cup of Nations 1984   | Bahrein – Irak | 0 – 1   |
| 7  | Taif         | 4 juli 1985       | Arab Nations Cup 1985      | Irak – Bahrein | 1 – 1   |
| 8  | Taif         | 12 juli 1985      | Arab Nations Cup 1985      | Bahrein – Irak | 0 – 1   |
| 9  | Riffa        | 22 maart 1986     | Golf Cup of Nations 1986   | Bahrein – Irak | 0 – 0   |
| 10 | Riyad        | 18 maart 1988     | Golf Cup of Nations 1988   | Bahrein – Irak | 0 – 1   |
| 11 | Koeweit      | 26 februari 1990  | Golf Cup of Nations 1990   | Bahrein − Irak | 0 − 1   |
| 12 | Riffa        | 23 augustus 2001  | WK 2002 kwalificatie       | Bahrein − Irak | 2 − 0   |
| 13 | Bagdad       | 28 september 2001 | WK 2002 kwalificatie       | Irak − Bahrein | 1 − 0   |
| 14 | Kuala Lumpur | 8 oktober 2003    | Azië Cup 2004 kwalificatie | Irak − Bahrein | 5 − 1   |
| 15 | Riffa        | 24 oktober 2003   | Azië Cup 2004 kwalificatie | Bahrein − Irak | 1 − 0   |
| 16 | Riffa        | 12 december 2003  | Vriendschappelijk          | Bahrein − Irak | 2 − 2   |
| 17 | Riffa        | 7 augustus 2005   | Vriendschappelijk          | Bahrein − Irak | 2 − 2   |
| 18 | Abu Dhabi    | 21 januari 2007   | Golf Cup of Nations 2007   | Bahrein − Irak | 1 − 1   |
| 19 | Masqat       | 4 januari 2009    | Golf Cup of Nations 2009   | Bahrein − Irak | 3 − 1   |
| 20 | Aden         | 26 november 2010  | Golf Cup of Nations 2010   | Bahrein − Irak | 2 − 3   |
| 21 | Doha         | 13 december 2011  | Pan-Arabische Spelen 2011  | Bahrein − Irak | 3 − 0   |
| 22 | Doha         | 3 december 2012   | Vriendschappelijk          | Bahrein − Irak | 0 − 0   |
| 23 | Riffa        | 15 januari 2013   | Golf Cup of Nations 2013   | Bahrein − Irak | 1 − 1   |
| 24 | Koeweit      | 23 december 2017  | Golf Cup of Nations 2017   | Bahrein − Irak | 1 − 1   |
| 25 | Karbala      | 14 augustus 2019  | West-Azië Cup 2019         | Irak − Bahrein | 0 − 1   |
| 26 | Riffa        | 5 september 2019  | WK 2022 kwalificatie       | Bahrein − Irak | 1 − 1   |
| 27 | Amman        | 19 november 2019  | WK 2022 kwalificatie       | Irak − Bahrein | 0 − 0   |
| 28 | Doha         | 5 december 2019   | Golf Cup of Nations 2019   | Irak − Bahrein | 2 − 2   |
| 29 | Doha         | 3 december 2021   | FIFA Arab Cup 2021         | Bahrein − Irak | 0 − 0   |
| 30 | Koeweit      | 25 december 2024  | Golf Cup of Nations 2024   | Bahrein − Irak | 2 − 0   |

## Samenvatting
| Competitie            | Totaal gespeeld | Winst Bahrein | Gelijk | Winst Irak | Doelsaldo Bahrein – Irak |
| --------------------- | --------------- | ------------- | ------ | ---------- | ------------------------ |
| WK-kwalificatie       | 5               | 1             | 2      | 2          | 3 − 4                    |
| Azië Cup-kwalificatie | 3               | 1             | 0      | 2          | 2 − 6                    |
| FIFA Arab Cup         | 1               | 0             | 1      | 0          | 0 − 0                    |
| West-Azië Cup         | 1               | 1             | 0      | 0          | 1 − 0                    |
| Golf Cup of Nations   | 13              | 2             | 5      | 6          | 13 − 20                  |
| Arab Nations Cup      | 3               | 0             | 1      | 2          | 2 − 12                   |
| Pan-Arabische Spelen  | 1               | 1             | 0      | 0          | 3 − 0                    |
| Vriendschappelijk     | 3               | 0             | 3      | 0          | 4 − 4                    |
| Totaal                | 30              | 6             | 12     | 12         | 28 − 46                  |

Wedstrijden bepaald door strafschoppen worden, in lijn met de FIFA, als een gelijkspel gerekend.